# قزل‌قشلاق (شاهبوز)
قزل‌قشلاق (به لاتین: Qızıl Qışlaq، تا ۱ مارس ۲۰۰۳ آشاغی رمشین Aşağı Remeşin، به ارمنی: آرماواشن Արմավաշեն) یک منطقه مسکونی در جمهوری آذربایجان است که در شهرستان شاهبوز واقع شده است. قزل‌قشلاق ۷۱۶ نفر جمعیت دارد.